# Heinrich Zili
Heinrich Zili (auch Heinrich Zyli) (* 1434 in St. Gallen; † nach 1500 ebenda) war ein Bürgermeister von St. Gallen (Schweiz).

## Leben
Heinrich Zili wurde als Sohn des Tuchhändlers gleichen Namens Heinrich Zili geboren. Seine Geschwister waren:
- Jacob Zili (* 1436 in St. Gallen; † unbekannt);
- Verena Zili;
- Magdalena Zili, verheiratet mit Hugo von Watt;
- Franziscus Zili (* 1439 in St. Gallen; † 28. Oktober 1520 ebenda), Leinwandkaufmann und verheiratet mit Barbara Endgasser (* 1441 in St. Gallen; † 1509 ebenda), Tochter von Konrad Endgasser (1415–1496), sein Sohn Jakob Zili wurde später ein vermögender Leinwandhändler und Politiker in St. Gallen;
- Hans Zili.

Er gehörte als Tuchhändler der Schneiderzunft an und wurde 1473 Elfer und später Zunftmeister. 1475 wurde er Vogt von Steinach, und von 1478 bis 1481 war er Vogt von Sax-Forstegg.
Er war 1467 Fischschauer (Überwachungsorgan und Qualitätskontrolle) und wurde in den Kleinen Rat gewählt. 1485 und 1488 war er Amtsbürgermeister in St. Gallen.
Als einflussreicher Förderer der Politik Ulrich Varnbülers führte er die St. Galler am 28. Juli 1489 beim Rorschacher Klosterbruch und verteidigte die Stadt im St. Gallerkrieg 1490 als Feldhauptmann. Wegen seiner Sympathien für den Schwäbischen Bund und seiner antieidgenössischen Haltung verlor er seine einflussreiche Stellung, blieb aber weiterhin Mitglied des Kleinen Rates.
Heinrich Zili war mehrfach verheiratet, hierbei ist nur der Name seiner zweiten Ehefrau, Barbara Grübel, bekannt. Seine Tochter war Katharina Zili.
Er hatte auch noch einen unehelichen Sohn:
- Dominik Zili (* vor 1500; † 17. August 1542), wurde 1521 Schulmeister in St. Gallen; führte Johannes Kesslers Lesinen[4] weiter, die diesem verboten worden waren, predigte als erster evangelischer Laie in der Kirche St. Laurenzen und war bis zu seinem Tode Pfarrer dort. Am 7. März 1529 hielt er vor 3000 – 4000 Zuhörern die erste reformierte Predigt im Münster (in der Klosterkirche).